# 格羅訥 (瓦萊州)
格羅訥是瑞士的城鎮，位於該國南部，由瓦萊州負責管轄，面積21.14平方公里，海拔高度513米，2011年人口2,253，八成半人口信奉羅馬天主教，人口密度每平方公里107人。

## 外部連結
- Official website （页面存档备份，存于） （法文）